# Moody (Teksas)
Moody je grad u američkoj saveznoj državi Teksas. Prema popisu stanovništva iz 2010. u njemu je živjelo 1.371 stanovnika.